# Ukrajinka
Ukrainka (ukrainsk: Українка) er en by i Kyiv oblast (provins) i Ukraine. Ukrainka er administrativt set en del af Obukhiv rajon. Den er vært for administrationen af Ukrainka urban hromada, en af Ukraines hromadaer. I 2001 var indbyggertallet 14.163 (2001); I 2021 havde byen  16.276 indbyggere.
Fra  2010 til 2012 var  Ukrainka  vært for den internationale videokunst- og kortfilmfestival "VAU-Fest", der afholdes hvert år om sommeren.